# 疾風伝説 特攻の拓
『疾風伝説 特攻の拓』（かぜでんせつ ぶっこみのたく）は、佐木飛朗斗（原作）、所十三（作画）による日本の漫画。1991年から1997年まで、『週刊少年マガジン』（講談社）にて連載された。題名の「かぜ」「ぶっこみ」は当て字読み。

## 概要
単行本全27巻。その他、原作者の佐木本人が執筆した小説版の外伝が3巻出版されている。物語としては完結しておらず、単行本による連載終了後、4巻目の小説でその続編が描かれたが、こちらも完結していない。2011年から、中学時代の天羽時貞を主人公とした漫画版の外伝『疾風伝説 特攻の拓 外伝 〜Early Day’s〜』が、全5巻発売された。更にその後、2014年に本編の続編として、小説『疾風伝説 特攻の拓〈Version29〉』、2016年には『疾風伝説 特攻の拓〈Version30〉』が刊行された。
さらに、2017年2月発売の月刊ヤングマガジン3号（講談社）より、作画担当を桑原真也に替え、原作から10年後を描く続編の、『疾風伝説 特攻の拓 〜After Decade〜』が連載を開始。同誌2022年3号をもって完結した。2023年1月時点でシリーズ累計発行部数は3300万部を突破している。
背景に頻繁に現れる「!?」、漢字に独自の読み仮名をあて、台詞の途中を「“”」でくくる表現、超人のような不良達の表現が特徴。また、「増天寺ライブ」における描写について、原作者である佐木の徹底したエフェクターマニアぶりからリットー・ミュージック社発行の『ギター・マガジン』誌でも取り上げられたことがある。

## あらすじ
所謂典型的な“いじめられっ子”の浅川拓。転校してきた鳴神秀人の“強さ”に憧れた拓は、ついにツッパリデビューを果たすことになる。

## 登場人物

### 爆音小僧（）
横浜の暴走族。通称「ムチャクチャの爆音」。現在は七代目で、メンバーは聖蘭高校1年D組の生徒だけで構成されている。先代である六代目の頭はアキオの兄の真嶋夏生で、当時は榊龍也や那森須王もメンバーに擁していたが、“暴走（）りの特攻”半村誠の死により解散する。その後、マー坊とアキオを中心に再結成され、七代目として現在に至る。チームのルールとしてアンパンは厳禁。また、“殺す気の殴り込み”の時には、紫色の襷とハチマキを巻く、という初代からの伝統がある。背中の看板は「天下無敵」「暴走天使」。主な敵対族は「朧童幽霊」「魍魎」。主な集合場所は「真嶋商会」「B突」「柿の木公園」「元町ジーナ」。
浅川 拓（）
主人公。私立横浜港ヶ丘高校に通い、“マジメ”こいて“いじめられっ子”だった生徒。愛称は「アサカー」「拓」「拓ちゃん」。秀人と出会い、「強くなりたい」という気持ちが芽生えた事から、相手に立ち向かう勇気を少しずつ持つようになる。その後、内部抗争が絶えない不良のふきだまりの私立聖蘭高校、通称「乱校」の1年D組に転校することとなる（本人は進学校の県立聖蘭高校への編入と勘違いしていた）。話の流れで「爆音小僧」のメンバーとなるが、「外道」の秀人、元「獏羅天」のヒロシ・キヨシ・天羽、「美麗」の大珠、初代「極悪蝶」・現「蠅王」の来栖など、族の垣根を越えて仲良くなるため、常に厄介な位置にいる。故人である半村誠の面影をもち、それに気づいた一部の人間（特にマー坊）からは一目おかれている。
元々いじめられっ子であった為、臆病で、ハッタリもよく使うが、友達を非常に大事にする性格で、「他人の為に“気合”を見せた時には奇跡（ミラクル）を呼ぶ」と秀人は評価している。当初は、単車乗りの技術も稚拙であったが、気合による無茶と偶然で幾度も危機を乗り越え経験を重ねる内に、夏生に“スピードの捉え方が誠に似ている”、秋生に“棲息速度領域はマー坊と同等”とまで言われるようになり、「灰色の亡霊（グレイ・ゴースト）」編では拓の棲息速度域に合わせて組み上げられた爆音Coolストリートスペシャルによって走ることの楽しさに開眼。秋生の予想を大幅に超えたライディングセンスを見せて「化けた」とまで称された。最終局面ではマー坊によって半ば無理矢理「暴走りの特攻」に指名され、爆音小僧の幹部に。
最終回では、爆音小僧の不倶戴天の特攻服（那森須王から）、外道のハチマキ（鳴神秀人から）、蠅王の腕章（来栖奈緒巳から）を身につけ、YAMAHA・SR400（天羽時貞から）で特攻し、神奈川の族の全面戦争を収めた。
愛車はケニー・ロバーツ号と名付けたFZR250R。その後、エディ・ローソン号と名付けたゼファー400、爆音ドラックスペシャルGPZ2856F、爆音CoolストリートスペシャルCBX1000、天羽時貞の悪魔の鉄槌（ルシファーズ・ハンマー）SR400。この他に晶のCB350FOUR（通称バケヨン）も一時借りていた。横浜港ヶ丘高校時代には通学用にスクーターを所有していた。
FZR250Rは鬼雷党とのチキンレースで海中に水没。その後、爆音小僧のメンバーが総力を挙げて作り上げたフルチューンのゼファー400もあったものの、出来上がり当日のテスト走行の際に全員の目の前で電柱に衝突して破壊してしまった。
趣味はパソコン。自作のRPGも作っていた。
鮎川 真里（）
「爆音小僧」の七代目頭。愛称は「マー坊」「マサト」。聖蘭高校1年D組。拓と同じくらい小柄だが、片手で80キロの人間を持ち上げるほどの怪力の持ち主。大の甘党。拓には初対面の頃から友好的な態度で接している。事故で亡くなった半村誠を、誰よりも尊敬と憧れの目で見ていた。普段の振る舞いは無邪気な女の子を彷彿させるが、キレると手がつけられなくなる。単車の操縦技術はチームトップ。相原勇に似ている、と馬鹿にされると激怒する。龍也、武丸とは犬猿の仲。「港洛中」出身。アキオ、晶とは幼馴染。“上等文句”は「ひき肉にしてやる！」
愛車は真紅のCB400FOUR。憧れの誠が乗っていたヨシムラの直管を組んでおり、タンデムシートにはよっぽど気に入った人間以外は乗せない主義。
真嶋 秋生（）
聖蘭高校1年D組の生徒で「爆音小僧」の特攻隊長兼チーフメカニック。愛称は「アっちゃん」「アキオ」。喧嘩の腕前は爆音2位で、その強力な拳から「ワンパンのアキオ」とも呼ばれている。兄は元六代目「爆音小僧」の頭であるナツオ。マー坊と晶とは昔からの幼馴染で、二人を誰よりも気に掛け、理解している。拓の転校初日には冷たい視線を送り、「タイマンボクシング」に引きずり出すも、最後の最後に拓が“群れの頭”を狙って自分にパンチを掠めてきた事で、その根性を認める。実家が自動車解体業の真嶋商会ということもあり、単車の製作や修理が得意。その情熱は人一倍熱く、ある日、拓が愛車がトラブルを抱え事故を起こしかねない状態を黙認しながら運転していたのを知った時には、激怒して殴りつけ、下手をすれば死んでいたという危険性を言い聞かせ、単車を、スピードを舐めるな、と叱責した。「港洛中」出身。
愛車はSS仕様、レインボーカラーのKH400。
姫小路 良（）
「爆音小僧」のメンバー。聖蘭高校1年D組。中学時代から「“地獄”のリョー」を自称し、中学では2年ですでに学校の頂点に立っていた。爆音メンバーの中では喧嘩の腕はアキオに次ぐ実力者だが、龍也等の頭クラスには敵わず、ヒロシとキヨシを見つけた際にはトイレの窓から逃げ出した事もある。転校直後は拓を一方的に目の敵にしていたが、自分を助ける為に、ケージと単車で勝負したことから和解し、高く評価するようになる。好戦的で直情径行型の性格に加え、やや思慮に欠ける面があり、他チーム絡みのトラブルを呼び込む原因となることもあった。敵対チームメンバーの中でも特に龍也への敵対心を剥き出しにしている。ミツオとは中学生時代からのマブダチ。転校初日の「タイマンボクシング」で拓をかばったカズを殴り倒すが、事が済んだ後は不貞腐れているカズに彼なりのフォローをしたり、その後の爆音小僧の集会では走りで競い合ったり、普段の関係は悪くない。「港葉中」出身。実家は姫政寿司という寿司屋。拓の自宅に電話をかけた時は礼儀正しい言葉遣いを見せている。ギター演奏を趣味としており、自分より優れた奏者である桜宮を一方的にライバル視している。“上等文句”は「死ぬまでやってやる！」。
愛車はリーゼント風防のGS400E。
今川 一成（）
「爆音小僧」の旗持ち担当。通称カズ。小説版「Version29」で初めてフルネームが判明。聖蘭高校1年D組。眼鏡をかけている。同じ旗持ちであるジュンジと仲が良く、集会以外でも彼を単車の後ろに乗せて行動している場面が多い。愛車に対しての誇りは人一倍高いが、喧嘩の実力は今ひとつ。それでも中学時代は相当「鳴らしていた」らしく、拓と相撲をとった時は、ちょっと小突いただけで拓を吹っ飛ばしていた。横須賀のローラーに自身の単車を貶された時は、かなわぬながらも拓と共に一歩も引かない根性を見せた。どちらかといえば穏健派で、同じFZR乗りという共通点もあり、乱校で拓が初めて友達になった相手でもある。不良である事は親には秘密なのか、自宅では周囲の耳を気にしながら爆音メンバーと電話していた事もある。
愛車はマフラーを切断した通称「バラチョン」仕様でカウルレスのFZR400RR。
ミツオ
「爆音小僧」のメンバー。聖蘭高校1年D組。シンナー中毒者であり、前歯が欠けている為、常にマスクをしている。爆音小僧がシンナー厳禁であるにも関わらず、隠れてシンナーを吸引していたことがマー坊にばれ、厳しい制裁を受けたこともある。「港葉中」出身で、リョーとは中学時代からコンビを組んでいる。入学初日にアキオの愛車を傷物にしたことで彼の怒りを買い、乱校で初めて「ワンパンのアキオ」の拳の味わう羽目に。爆音の準レギュラーの1人だがやられる場面が多い。
愛車はCB400TホークII。
滝沢 ジュンジ
「爆音小僧」の旗持ち。湘南から通学している。聖蘭高校1年D組。連載当初は本人所有の単車がない為、よくカズの後ろに乗っていたが、後に免許を取得し、自ら単車に乗るようになった。元々、操縦技術は高く、ジャックナイフが得意。また、湘南の“悪霊の壁”チキンレースにおいては、拓に破られるまでNo.1の記録を持っていた。同じ鵠沼南台中（初期設定は西浜中）出身の那智とは旧友で、かつては、透、奈良原の4人でよくつるんでいた。親友である那智が極悪蝶のメンバーであることを爆音の仲間に告げられず、葛藤する場面が多く、結局、那智との関係は、物語が終わるまで拓以外の爆音のメンバーに明かすことはなかった。カズ同様爆音内では穏健派で、拓とも気安く会話をするが、入学式では散々ちょっかいをかけられたリョーにブチ切れて大乱闘を起こし、式が滅茶苦茶になるきっかけを作った。
愛車は、CBRのREVを組んだ4バルブエンジン、左出しの直管仕様（後に規制前のRPM管に変えた）のCBX400F。
進藤 貴則（）
「爆音小僧」のメンバー。聖蘭高校1年D組。通称「タカノリ」。小説版「Version29」で初めてフルネームが判明。ギターに詳しいが本編では実際に演奏している場面は描かれていない。
愛車はどノーマルのカワサキ・KH400・最終型A7・純正ライムグリーン。小説版「Version29」では真嶋商会で城北ムラカミ製の集合チャンバーを捜索し、発見されるまでが描かれている。
ミキヤ
「爆音小僧」のメンバー。集会の際、朧童幽霊に単車を飛ばされてしまう。
真嶋 夏生（）
元六代目「爆音小僧」の頭。音速の四天王の1人。「横浜（ハマ）の最速伝説」の異名がある。アキオの実兄。引退した現在は真嶋商会で自動車解体業を営んでいる。鰐淵清美とは元恋人関係。
愛車はセリカ1600GTVと爆音スペシャルと称されるCB1100R。爆音スペシャル完成前は、CB400FOURに搭乗。
半村 誠（）
晶の実兄で故人。音速の四天王の1人。“スピードの向こう側”の世界に魅せられ、誰よりも速く走れると評判だったが交通事故で死亡。彼の死は様々な人に深い影響を与える。正式には「爆音小僧」のメンバーではなくゲスト的扱いだったが、当時ナツオは「爆音小僧」の幹部“暴走りの特攻”として迎えようとしていた。あくまで走り屋であることに拘っていた人物なので、喧嘩にまつわるエピソードや描写は皆無。
愛車は真紅のCB400FOUR。夏生から引き継ぐ以前は400FOUR仕様のCB350F（通称「バケヨン」）に搭乗。

### 外道
横浜の暴走族。通称「走りの外道」。最も古い歴史を持つ族と言われる。1970年代の初期から存在しており、当時は3000人ものメンバーがいたらしい。伝統的に、襲名制度がない為「〜代目」というものがなく、頭という概念もない。また、特攻隊のような別働隊も存在しない。現在の外道は、先代が多数引退した為、吉岡を除き、全員が高校1年生。総数も20人前後だが、メンバーのほぼ全員がちょっとしたレーサー並みの技術を持っている。爆音小僧とは代々暴走りで認め合ってきた。背中の看板は「THE KING OF STREET」。主な敵対族は「麓沙亜鵺」、「九尾の猫」。主な集合場所は、カフェ「フェニックス」。
鳴神 秀人（）
通称「外道の秀人」。単車の走りで有名な外道の中でも別格の速さを誇り、喧嘩でも勇名を馳せる。その為、他の族からは、頭がいない筈の“外道”のリーダー格と目されることもある。私立港ヶ丘高校への転校がきっかけで、拓と出会い、当初はしつこく付きまとう拓に辟易していたが、“九尾の猫”との喧嘩を経てマブダチになる。拓が乱校へ転校する際には、「秀人メモ」という喧嘩のバイブルを渡した。麓沙亜鵺の緋咲とは不倶戴天の敵同士。
愛車はパールホワイトのZ400FX-E4。
吉岡 義郎
「外道」のメンバー。学年的には秀人達より1年先輩だが、他のメンバーに比べると単車の技術では一歩遅れがある様子。いつもサングラスをかけている。年長者でもあり、秀人などにも外道の纏め役を期待されているが、本人は秀人こそが外道の象徴に相応しいと考えている。
愛車はGT380。
奥見 鉄夫
「外道」のメンバー。愛称は「オッくん」。喧嘩が好き。
大介
「外道」のメンバー。いつもマスクをしている。
タツヤ
「外道」のメンバー。
キー坊
「外道」のメンバー。

### 朧童幽霊（ロードスペクター）
横浜の暴走族。通称「悪の華の朧童幽霊」。現在、初代。聖蘭高校2年E組が主要メンバー。六代目「爆音小僧」解散と同時に、龍也が興す。少数規模の族だが、他の族と揉めることが多く、大人数の夜叉や聖龍連、三鬼龍の三人、獏羅天、極悪蝶、蠅王等とも抗争の火種を起こしているが、タイミングの悪さと龍也の性格があいまって、下記の敵対族以外はあまり大規模な抗争に発展しなかった。なお、物語最終盤では、族以外の新勢力“パンクス”と抗争を起こそうとしていたが、連載ではその模様が描かれることはなかった。背中の看板は「狂乱麗舞」「暴走愚連隊」。主な敵対族は「爆音小僧」「魍魎」。主な集合場所は、某ガソリンスタンド。
榊 龍也（）
「朧童幽霊」の初代総長。乱校の2年E組。元六代目「爆音小僧」の特攻隊長。マー坊、須王、武丸とは犬猿の仲。特に、マー坊には、誠の死後、夏生を含む先代の「爆音小僧」が引退したのに対し龍也が別の族を作ったことから、強い敵対心を抱かれている。喧嘩の実力は折り紙つきで、アキオ曰く、「喧嘩のテクは一等」。単車も族の頭に相応しい相当な技術を持っているが、須王には「技術（テク）なし野郎」と酷評された。“スピードの向こう側”の存在を否定し、単車の速さは馬力、暴走りに邪魔なものはなぎ倒す、が信条。頬の傷は須王につけられたもの。鳥浜のゼロヨンレースでエンジンが焼きついたり、湘南弾丸ストレートレースでは単車が燃えてしまうなど何かと単車のトラブルが多い。拓には自らの単車を操られたり、暴走時に蹴り一発で止められた事があり、密かに一目置いている。“上等文句”は「死ぬまで狂乱麗舞」。
愛車はフレアーラインに豹柄の三段シート、デビル管のマフラーを備えたGPZ900R。六代目爆音時代は、GPZ400Fに搭乗。
都筑 慧（）
「朧童幽霊」のNo.2。乱校の2年E組。音楽関係にも造詣が深く、中学時代は後輩のタカノリや桜宮とライブハウスで何度も揉めていた。乱校1年時にはデブ崎と共に、どこの族にも属していなかったが、龍也が「朧童幽霊」を興した際に加入した様子。物語初期にはカズとの喧嘩で鼻血を出したり、鰐淵のジェイソンに青ざめるなど、やや情けない描写があったが、追悼集会後に初めて名前を呼ばれた頃から、夜叉神の1年に警戒される等、急に存在感を放つ。その後も活躍の機会が少ないこともあいまって倒されるシーンがないぶん、同じNo.2の久保島達に比べると、威厳を保つことに成功している。本編中ではフルネームが不明であり、外伝にて明らかになった。
藤崎 貢（）
「朧童幽霊」怪力No.1。乱校の2年E組。通称「デブ崎」。アンパンのせいで前歯がほとんどなく、どもり癖がある。カルシウム不足を自認している。拓と遭遇することが多く、拓にとって一種の「不運の象徴」とも呼べる位置づけにいる。愛用武器は模造刀。愛車はGPZ400F。

### 魍魎（）
横浜の暴走族。通称「恐怖の魍魎」。現在、九代目。聖蘭高校2年A組が主要メンバー。先代幹部連は武丸一人によって全滅させられた。「蛇破美会」や伊勢佐木の愚連隊などを従え、近隣の族やヤンキーに恐れられている。背中の看板は「冥府魔道」。主な敵対族は「爆音小僧」「朧童幽霊」「聖龍連」「極悪蝶」他。主な集合場所は、バー「キャロル」。
一条 武丸（）
「魍魎」九代目統領。乱校の2年A組。「鏖（）の武丸」「狂い屋」の異名を持ち、不良ばかりの乱校の生徒ですらその名を口にするのも恐れられている。正門前に他の生徒の進路を遮るように単車を駐車できるのも彼だけである。不用意に目を合わせただけで殺られるとまで言われる程、凶暴で容赦がなく、アキオを一撃で沈めるほどの力を持ちながら凶器の使用も躊躇せず、ツルハシや大ハンマー、果てはバス停の標識まで武器として振り回す。更に、一定のダメージが与えられると、白目が剥き出しとなり“キレ”て、痛覚を無視して、周囲を無差別に攻撃する。作中最大の恐怖の存在だが、唯一本気で心配してくれている中村雛子には心を開いている節があり、彼女の忠告はある程度聞き入れている。ダーツや射撃ゲームも得意で、高得点を出している描写がある。単車の勝負には興味がないのか、主だった活躍はなかったが、慈統とのタイマン後に何かに目覚めたのか、一度だけ"レーサーなみのテク"で走ったこともある。父親は大企業「一条グループ」の会長で、武丸の不祥事にある程度の便宜を図っている様子。父親が経営するバー「キャロル」のマスター、タツさんには「ワカ」と呼ばれている。
癖はコンクリートの壁に唾を吐くこと。支配欲が強く、乱校や全ての族を従えるか、出来なければ潰すと度々公言している。マー坊とは犬猿の仲で、昔、彼に折られた鼻は、治療した今でも疼く。“上等文句”は「鏖にしてやる…」。
本作品の名台詞の一つ「“待”ってたぜェ!!　この“瞬間”（）をよォ!!」の主。
愛車は旭日旗カラーのロケットカウルを備えたGSX400FSインパルス。
久保島 剛（）
「魍魎」親衛隊長。聖蘭高校2年A組。エージと二人で魍魎No.2。唇に傷がある。武丸の不在時にチームを纏めていることが多いが、喧嘩の度に負けてしまい、武丸にシメられる。
新開 英二
「魍魎」特別遊撃隊長。聖蘭高校2年A組。通称「エージ」。久保島と二人で魍魎No.2。初期には爆音相手に罠を張ったりと頭を使う面も見られた。久保島と二人でよく武丸にシメられる。愛用武器はナイフ。
愛車はSUZUKI BANDIT400(GSF400K型)
清水
「魍魎」のメンバー。聖蘭高校2年。通称「チョロ」。武丸にジンジャーエールを奢ってもらうが、グラスごと手を潰された。「鬼雷党」のケージは友達。「大波二中」出身。
シンヤ
「魍魎」のメンバー。マスクをしている男。

### 夜叉神（）
横浜の暴走族。通称「組織力の夜叉神」。現在、第19期。構成人数1000人を超える単体では県下最大数の族。「本郷支部」「山の手台支部」など横浜中に各支部を持ちながら、各支部が本部を名乗り一向に纏まらなかった族であるが、それを初めて纏め上げたのが鰐淵である。しかし、未だ各支部同士が友好的な訳ではなく、小競り合いがある様子。親衛隊は「狂音烈士隊」と呼ばれる。乱校では1年と3年が主要メンバー。背中の看板は「天衣無縫羅刹」。
鰐淵 春樹（）
「夜叉神」第19期総会長。乱校3年D組。音速の四天王の一人。1000人を超える族の総会長であり、他の族にも強い影響力を持つ。「半村誠追悼集会」や「増天寺ライブ」等の主催者にもなった。18歳と思えぬ貫禄に加え、自制心も持ち合わせており、彼はあくまでもチームを“走り屋”でありたいと考えている。事情あってタイマンを張る事になった拓は、その拳を「今までの誰よりも痛い」と表現している。その容貌はいつも薄いサングラスをかけており、萌子とお揃いで左耳に3連ピアスをつけている。最終回の全面戦争には参加しなかった。
本作品の名台詞の一つ「“事故”る奴は……　“不運”（）と“踊”（）っちまったんだよ……」の主。
愛車はブルーメタリックの280Zと、Z1000Jのカウルなしローソンレプリカ仕様（通称「ジェイソン」）。
鎖島 直（）
「夜叉神」本郷支部の頭。狂音烈士隊。自称「夜叉神の踊るフランケン」。萌子に従順なモヒカンで、彼もまた多くの不良同様、萌子に想いを寄せる一人であるが、鰐淵と萌子の関係に割り込もうとは考えていない。夜叉神構成員の中でもかなりの実力を誇り、武丸の一撃を受けても、再び立ち上がって交戦を仕掛けていた。いかつい外見に似合わず人当たりが良く、拓を「拓ちゃん」と呼んで友好的だった。
愛車はCBR400F。
内海 雄太
「夜叉神」特別攻撃隊。乱校1年G組。愛称は「ゆーた」。リョーと揉めた際、その上であるアキオとタイマンを張ろうとするなど気合を見せるが、実力不足の感が否めない。総会長の鰐淵の怒りを買い“事故”と称する制裁を受けた。
愛車はVFR400R。
小林
「夜叉神」本郷支部。通称「コッパ」。鎖島と共に八尋とモメた際、千冬に、車止めのコンクリで足を潰されてしまう。なお、その後、終盤近くに再登場するも、顔に複数の傷を持つ別人の顔になっていた。
ヒロユキ
「夜叉神」本郷支部のメンバー。

### 鬼雷党（）
横浜の暴走族。乱校の1年と2年が主要メンバーだが、劇中には、ケージ、ノブ、シゲの三人以外のメンバーは登場せず、頭も不明。あまり目立たない族だが、昔は乱校内でもそれなりの勢力があったらしい。背中の看板は「御意見無用愚連隊」「大日本狂走連合会」。主な敵対族は「爆音小僧」。
広瀬 敬司
乱校1年B組。愛称は「ケージ」。いつもノブ、シゲと共に行動する。魍魎や妖艶童子など、他の族の比護下に入ることで威信を保とうとするも、作中でそれが成功したことはなく、使い捨て程度にしか扱ってもらえていない。喧嘩は弱いが、ケージの行動が元で他チーム同士の抗争を招くことも多い。中坊の頃からノブ、シゲと3人で「鬼雷党」の集会に参加していた。
愛車はブッた切り直管のGSXR400R。
ノブ
乱校1年B組。鬼雷党三人組の一人。小太りの男。
シゲル
乱校1年B組。通称「シゲ」。鬼雷党三人組の一人。リーゼントの男。

### 獏羅天（）
横浜の暴走族。通称「喧嘩の獏羅天」。伝統的な喧嘩族。先代、十五代会長の樽本要三の頃は、特隊に石動、“音速の四天王”須王も在籍していたが、ナツオや誠と走りの勝負を経て、“スピードの向こう側”に魅せられた須王が爆音に移籍。十六代になると石動が会長就任。その頃、三鬼龍のヒロシ、キヨシ、天羽が加わる。その後、天羽が音楽の世界に行くために離脱、チームを無視して勝手に暴れるヒロシとキヨシは破門になる。
石動は好き放題暴れる三鬼龍をシメようとするも押さえられず反撃にあい、なし崩しに三鬼龍が十七代獏羅天を名乗る。十七代は即日解散するものの、石動は鰐淵に潰されてしまい、会長不在のチームは「朧童幽霊」に止めを刺され、獏羅天は一度姿を消す。その後、那森須王が十八代を一人で再興するも、彼も最後はレースの世界に行ってしまった。
OB達の影響力も強い様子。また、特攻隊はチームの中でも重要な役割を持ち、特攻隊だけで本隊と別行動を取ることも多い。背中の看板は「喧嘩上等」「一撃打倒」。主な敵対者は破門にした風神、雷神。主な集合場所はカフェ「KIXS（キックス）」。
沢渡 弘志（）
“韋駄天ヒロシ”の異名をとる元「獏羅天」の“地獄の一番機”。風神のドカジャンを着ており、キヨシとのコンビで風神雷神と呼ばれる。誰彼構わず暴れまわり、横須賀の暴走族「黒魔術師（ブラックマジシャン）」を2人だけで勝手に潰し、「獏羅天」を破門になる。しかし、破門後も全ての族を敵視する性格は変わっていない。拓とは小学校の同級生で、遠足の際に弁当を忘れて来た彼に拓が自分の弁当を分けてくれたことに恩義を感じ、以来拓の“マブダチ”となる。懇意のたまり場はゲームセンター「ロックオン」。お気に入りのゲームは「パラディウス」。
愛車は紫メタリックのZII(Z750-D1)。
稲楽 キヨシ（）
“鬼のキヨシ”の異名をとる元「獏羅天」の“地獄の一番機”。雷神のドカジャンを着ており、ヒロシとのコンビで風神雷神と呼ばれ、2人で誰彼構わず暴れる。「ヒロシのダチは俺のダチ」ということで拓の友人になるが、当初は拓に対してやや懐疑的な発言をヒロシにしていた。いつもヒロシのZIIの後ろに乗っている。MPのジープをひっくり返す、武器にする為に標識をへし折る、ZIIを片手で担ぐなど、怪力の持ち主。気性は非常に荒いが、満腹の時は多少緩くなる性格はヒロシと一緒。コンビニの弁当を買い占める位、大食いである。
愛車はパッソルIIだが、本編では一度も搭乗している姿は描かれてない。
天羽 時貞（）
「獏羅天」の“龍神”。「セロニアス」という洗礼名（ミドルネーム）を持つ。いつも龍神のコートを着ており、かつてはヒロシ、キヨシと合わせて“三鬼龍”と呼ばれた。「獏羅天の切り裂き魔」、「顎の時貞」の異名があり、タイマンでは誰も勝てないぐらい強い、と緋咲に評される。また、16歳にしてギターのプレイは超一流で、ジミ・ヘンドリックスを敬愛している。極端に飽きっぽく自己中心的な性格の為、一時期は勝手にチームを離れ、しばらく「龍神」というロックバンドの下で音楽の世界に専念していた。その後、またチームに戻るも、その行動から彼の属していた特攻隊と本隊との確執を生み、仲間に裏切られることもあった。
実家は死の商人。日本人の父親とハーフの母親を持つ（クォーター）。褐色の肌と白金の髪、赤い瞳という身体的特徴を持つ。両親は共に米国の暴動で亡くなっている。それらを含む様々なことがトラウマとなり、かなり不安定な精神状態の持ち主で、一人の世界に入ってしまう事も多く、唐突に宮沢賢治の詩『春と修羅』を口ずさむ癖がある。しかし“兄弟（ブロウ）”と呼ぶヒロシとキヨシとの和解や、拓との交流によって心が解放される実感を得て、「増天寺」でのライブでは、ジョー・サトリアーニの「フレンズ」を弾き、拓に捧げた。また、同ライブで対バンした「truth」のギタリスト、桜宮から“六本弦の化物”と畏怖される。だが、ライブ直後、横浜ベイブリッジで事故に遭い、帰らぬ人となってしまう。マブダチの拓には紅玉緋色の“SADOWSKY”のギター、単車“悪魔の鉄槌”、飼い犬の“ボルゾイ”アービィとルーファスを託した。
“ブロウ”ではないがロックンロールがわかる「麓沙亜鵺」の緋咲とは中学の頃の旧友で、彼が拓に敗北を喫したことを知り、一時は拓に強い怒りを見せていた。また、恋人の優理とは彼が中学生の頃からの付き合い。
愛車はノートンタイプのタンク、シングルシートとハーレーダビッドソン用も製造している部品メーカー、ルシファーズ・ハンマーのピストンとシリンダーを執事の桧原に組ませた“悪魔の鉄槌（ルシファーズ・ハンマー）”と呼ばれるヤマハ・SR400。
那森 須王（）
元「獏羅天」。倫子の双子の兄で音速の四天王の一人。土方から誠とともに“スピードの向こう側”を聞かされ、その領域に魅せられる。十五代目「獏羅天」から、真嶋夏生率いる六代目「爆音小僧」に移籍するも、半村誠の死後単身オーストラリアに渡り、単車のレースに興じるようになる。その後インドネシアを経て日本に帰国すると、以前とはかけ離れた現状に激昂し、一人で「獏羅天」を再興する。最終的には、湘南での拓との単車勝負に敗れたことを契機に、土方と共にレースの世界へ。レーシングチーム「獏羅天」を結成する。龍也には非常に嫌われているが、「爆音小僧」のメンバーには憧れの目で見られており、多少の衝突を含むも比較的良好な関係。特に、拓には「爆音小僧」時代の伝説の“不倶戴天”仕様の特攻服を渡した。双子の妹である倫子に道を尋ねようとした中年男性を「失踪」させた噂も存在する。
愛車は、黒とゴールドメタリックに塗り分けられた、超どシャコのCB750K2。
石動 富夫（）
「獏羅天」第十六代会長。総長クラスの喧嘩はいつも引き分けに終わるこの漫画のセオリーに反して、天羽、ヒロシ、キヨシ、鰐淵等とモメてはいつも一方的にやられてしまう。特隊時代は須王にケリ一発でのされる。特隊上がりで、喧嘩チームを率いる割にはあまりいいところがない。
辻村 一樹（）
「獏羅天」特別攻撃隊。勝手に動き回る天羽に対する制裁の意味で、幹部連にシメられる。
樽本 要三（）
「獏羅天」十五代会長。現在は引退。

### 極悪蝶（）
湘南の暴走族。通称「踊る喧嘩の黒揚羽」。現在、2代目。構成人数は十数人と小数ながら、その正体は湘南の族が聖龍連として一つに纏まった時、それに従わなかった各族の総長レベルの集合体。チームの唯一のルールは「タイマンで頭を倒した奴が次の頭」となっているが、初代の頭の来栖は、タイマンが引き分けだったにも関わらず、頭を慈統に譲ってチームを去った。背中の看板は「唯我覇帝」。主な敵対族は「相州聖龍連盟會」。主な集合場所はファミレス「デニーズ」。
慈統 享介（）
「極悪蝶」の二代目頭。初登場時はなで肩で線が細い体格であったが、再登場時はゴツい体に変貌を遂げ、その体躯と怪力から「ゴリラ」と呼ばれたこともある。常に薄いサングラスをかけている。大珠とは小さい頃の幼馴染で「亨ちゃん」と呼ばれる間柄。年下の那智には目をかけ幹部として扱っている。湘南に強い拘りがあり、「湘南の族を知ったかぶった奴」に激怒する。
愛車はCB750F。
柾 那智（）
「極悪蝶」のメンバー。通称「木刀那智」。木刀を常に携帯しており、その腕前は単車に乗りながらすれ違いざまに5人を瞬殺できるほど。ジュンジとは鵠沼南台中時代からの旧友。年齢的には高校1年生と同じであるが、高校には行っておらずプータロー。過去に極悪蝶の頭を狙って、単身、慈統にタイマンを仕掛けるも奮戦空しく破れ、チーム入りした経緯がある。自分の族に命を懸ける事を信条としているが、単独行動が多く、年上の幹部の前でも遠慮せず、自分の敵はチームの敵、と公言する為、その実力を認められつつも、慈統以外の幹部達からは反感を買っており仲が悪い。中学時代は喧嘩の実力はジュンジと互角程度だったが、卒業後の環境の違いから、再会時には大きな差が付いていた。単車の得意技はアクセルミュージック。“上等文句”は「ムカつくよ…！」。
愛車はデュアルカウル、規制前のRPM管仕様、チェリーピンクのCBX400F。
竹本
「極悪蝶」のメンバー。昔の頭の来栖にアイスピックを首に刺されそうになる。
吉沢
「極悪蝶」のメンバー。デブ。

### 麓沙亜鵺（ロクサーヌ）
横須賀の暴走族。現在、十一代目。実は新興の族で、頭の代替わりが激しく、チームそのものが11年目というわけではない。元々は走り屋の族だったが、九代目の頭が喧嘩族の「獏羅天」と親交を持ったことがきっかけで武闘派の族へと変貌。そして当時、外道と大抗争事件を起こし、現在まで続く因縁の間柄となる。更に、友好関係にあった「獏羅天」も、十一代目頭の緋咲が風神雷神相手に諍いを起こしてから（実際にはこの時は二人とも破門された後）は良好とは言えない間柄になっている。チームのルールとして、薬厳禁、また独特な喧嘩方法として「フルーツバスケット」という空手の百人組手のようなものがある。背中の看板は「狂悪飛童」「聖道化師達」。主な敵対族は「外道」。主な集合場所は、林のロータリー。
緋咲 薫（）
「麓沙亜鵺」の十一代目頭。「外道」の秀人の天敵。秀人に砕かれた左拳には鉄のプレートとボルトが入っており、強力なパンチを放つ。天羽とは同じ中学で、当時、当初は敵対していたが、時貞に命を救われたことや、ロックンロールを趣味に持つこととあいまって、友人になった。なお、当時からの天羽の彼女の優理とも交流がある。愛用のたばこはジョーカー。天羽の魂であるギターを自分ではなく拓が受け取ったこと、そして彼が事故死したことに激情を抱き、悔しさを心に乗せたまま、拓とタイマンを張った。その後は来栖との絡みの際に拓の事を「バカなりに、熱いバカ」と表現し、八尋に捕らえられた拓を結果的に救出するなど、彼なりに拓に一目置くようになった模様。自分の顔に血がつくと逆上する性格で、その“上等文句”は「汚ねえな…！」。
愛車はチェリーピンクのZ400FX。
土屋
「麓沙亜鵺」特攻隊長。学年的には同じ1年の緋咲を「さん」づけで呼ぶ。喧嘩のスキルもそれなりに高く、敗れはしたもののアキオと互角に近い闘いをした。その後救済に来た「マー坊」と喧嘩になるも、瞬殺された。相賀のフォロー役。
相賀（）
「麓沙亜鵺」親衛隊長。好戦的というより後先考えずに突っ込む性格。昔、外道との抗争で相手の死に直結するような行為を行った際、秀人に執拗に制裁を受けたことがある。それを見た緋崎が、秀人を「弱いもの苛めをする奴」と激しく憎むようになった、その原因を作った男。
岩崎 雅（）
「麓沙亜鵺」のOBで元十代目の頭。父親が、ある道場の館主であり、元門下生であった緋咲とはその縁で旧知の間柄であった。外伝にてそのスキンヘッドの容貌が明らかになった。

### 九尾の猫（キャッツ）
横浜の暴走族。現在、第16期。拓が港が丘高校時代に秀人と共に初めて戦った族。総長の阪田の実力不足のせいであまり目立たないが、一応、一般人や「魔覇裸邪」ぐらいには恐れられる武闘派の族。背中の看板は「Cat's nine tails」。主な敵対族は「外道」「美麗」。
阪田 正道（）
「九尾の猫」第16期総長。喧嘩は弱く、秀人に何度か返り討ちにあう。しかし一応「横浜を守る」という気概はある。アンパンと喧嘩のせいで前歯がない。
愛車はシーマII。
青野
「九尾の猫」のメンバー。大珠に公園のブランコに吊るされる。

### 美麗（）
横須賀の暴走族。現在、初代。風神雷神に潰された「黒魔術師（ブラックマジシャン）」の元幹部と横須賀愚連坊の元幹部を大珠が纏めあげて結成した新興の族。背中の看板は「王道涅槃」「飛翔堕天使」。主な敵対族は「麓沙亜鵺」、「九尾の猫」。
一色 大珠（）
初代「美麗」の頭。地元、横須賀の「私立純心学園高校」の1年だったが、相賀の襲撃により横浜の「県立正明高校（ケンショー）」に転校。秀人には「悪霊」、阪田には「魔人」と評される。右腕には双頭の蛇、左腕には龍、背中には梟の刺青をしている。以前からドラッグの常習者だったが、天羽のライブに触発され“龍の道”を求めるようになった彼は「呪術師（メディスンマン）」を名乗る老人に特別な薬を施してもらい、その世界の片鱗を垣間見る。しかし、薬の副作用として頻繁に「ノイズだらけのTV」の幻覚に悩まされるようになってしまい、苦しむことになる。拓や倫子と出会ってドラッグを止める。幼い頃に愛犬を亡くしたショックから「死」という言葉に過剰に反応する。慈統の幼馴染。
愛車はZ400GP（倫子の単車だがいつも乗っていた）とヤマハ・RD400。
大野 貴広（）
「美麗」の親衛隊長。愛称は「タカちゃん」。「黒魔術師」の元幹部。
堂島
「美麗」のメンバー。元、横須賀愚連坊。
岬原（）
「美麗」のメンバー。元、横須賀愚連坊。

### 相州聖龍連盟會（）
相州聖龍連盟會は、湘南の「阿修羅王」「邪神」「妖艶童子（セクシー）」の3チームからなる連合チームで、それぞれの頭文字をとって「AJS」とも呼ばれる。実際には「紫蛍会」等、数多くの傘下の族があると見られ、総数は「夜叉神」をも上回る1000〜1500人とも言われる。このような大規模連合が成立した背景として、過去に湘南が近隣の族のメッカになっていた“お祭り”の時期があり、それ以来警察の取り締まりが非常に厳しくなったため、地元の族が団結したという経緯がある。そのためAJSは統制がよくとれており「単車の134号単独流しは厳禁」というルールがある。同じ湘南の「極悪蝶」とは非常に仲が悪く、特攻服に“打倒黒揚羽”の刺繍を刻むほど。

#### 阿修羅王（）
湘南の暴走族。現在、八代目。「AJS」の“A”。元々、連合結成以前から湘南で有名な喧嘩族。親衛隊は「曼呪沙華」という独自の名前があり、普段は翼を持つ女性の特攻服姿だが、喧嘩の時は獅子の頭になるという。背中の看板は「涅槃大帝」。主な敵対族は「極悪蝶」。
八尋 渉（）
通称「血みどろ八尋」。「阿修羅王」の八代目総長で「相州聖龍連盟會（AJS）」の會長。胸に大きな刃物の傷がある。「どれだけデカい組織でも、喧嘩はタイマンで勝てばいい」という信条で、1500人を越す連合チームのトップでありながら、千冬と2人での単独行動をとることが多い。マー坊と出会った時には「同じ速度域に棲んでいる」と言われていたが、単車の速さに関して特筆すべき描写は最後までなかった。
愛車は、ブルーのCB400FOUR。
千冬 慎（）
常に八尋と行動している「阿修羅王」の親衛隊「曼呪沙華」の頭。女性のような外見をしている男。美しいと呼ばれるのは好きだが、ねぇちゃんと呼ばれるとキレる。「毒」と称する魅惑的な香水をつけている。
愛車はハーレーダビッドソンのFLSTF。
真由子（）
八尋の彼女。語尾に「?」をつけて喋る癖がある。
愛車はシボレー・カマロZ28。

#### 邪神（）
湘南の暴走族。現在、十代目。「AJS」の“J”。前身は「邪王」という族だったが、母校である「稲村ヶ崎五中」を守ろうとした来栖に邪王は潰されてしまい、今の名前になった。背中の看板は「悪霊狂騎士」。主な敵対族は「極悪蝶」「魍魎」。
室木 孝也（）
「邪神」の十代目頭で、吾代不在時の「相州聖龍連盟會（AJS）」の副會長代理だが、単なるやられ役と化している。

#### 妖艶童子（セクシー）
湘南の暴走族。現在、十二代目。「AJS」の“S”。聖龍連の“特攻（イケイケ）”的存在。湘南の“お祭り”全盛期には、地方ナンバーの単車や車を片っ端から的にかけていたらしい。背中の看板は「MID NIGHT SEXY」。主な敵対族は「極悪蝶」「魍魎」。
吾代 礼（）
「妖艶童子」の十二代目頭で「相州聖龍連盟會（AJS）」の副會長。愛称は「礼ちゃん」。ヘビー級の体格で80kgある。魍魎の武丸に二度返り討ちに遭った責任を追及され八尋にシメられてしまう。単行本最終巻ではB突の乱闘において八尋を裏切り、不意打ちとはいえ鉄パイプで殴り倒す（その瞬間の八尋は、両鼻から鼻血を噴出するかなり衝撃的な描写だった）も、直後に乱入してきた秀人に瞬殺されてしまった。結局この行動が直接の原因で聖龍連は解散してしまう。
愛車はカウルとシングルシートのRZ。

#### 紫蛍会（）
AJS傘下の族。
影沢（）
AJSの集会に参加した、体格のいい男。真梨絵を狙って拓にタイマンを仕掛けるも、真梨絵に不意をつかれてKOされた。

### 蠅王（ヴェルゼブブ）
湘南の暴走族。自らを「蠅の王」と自嘲した来栖によって立ち上げられた新興の族。メンバーは、来栖が強引に仲間に引き入れた拓を含めて現在、2人。特攻服もまだ出来ておらず腕章のみ存在する。懇意のたまり場は、カフェ「黒夢」。
来栖 奈緒巳（）
初代「極悪蝶」の頭。後に「蝿王（ヴェルゼブブ）」を名乗る。女の子と見間違えるような容貌に反して、湘南では有名な“凶悪小僧”として畏怖されている。過去に「邪王」の襲撃から母校を守るため、校庭にガソリンを撒いて敵を壊滅させるが、守ったはずのクラスメイトから逆に恐れられ、「見えないくん」として扱われた経験を持つ。そのトラウマは彼の心を深刻に蝕み、自分の単車以外誰も信用しなくなった彼は、無軌道とも言える暴力を繰り返すようになる。鑑別所で来栖と知り合った鰐淵が彼の更生を試みるも、最終的に来栖の心を直接救ったのは、最後まで彼を信用し続けた拓であった。
表面的にはマー坊に似て無邪気な子供のような性格だが、上記の理由から非常に暴力的。その点は拓によって立ち直ってからも変わってはいない。アイスピックを愛用の武器とするが、素手による戦闘力も高く、作中ではマー坊や秀人そして鰐淵を相手に互角に渡り合った。拓とは晴れて友人となるが、「爆音小僧」のメンバーの前で拓を「蠅王」に引き入れたり、「拓の友達」という言葉に嫉妬して大珠と乱闘になるなど執着心を抱いている。“上等文句”は「天罰」。また、鰐淵から聞いた「不運（ハードラック）」というフレーズも気に入り多用している。
愛車はカナリアイエローのKAWASAKI・MACHIII。

### 魔覇裸邪（まはらじゃ）
横浜の暴走族。通称「遊び人の魔覇裸邪」。他の族との関わりを避け、「遊び人」「ナンパモン」と揶揄されても、一部を除き、本人達もその評価を甘受している。背中の看板は「天上天下唯我独尊」「青春麗心愚」。主な集合場所は、某自動車展示場。
中路（）
「根岸工業高校（ネギコー）」1年2組。「魔覇裸邪」のメンバーにしては珍しく上昇志向があり、強い奴と闘って自分の格をあげることを公言するも、外道のメンバーに睨まれて震え上がる等、口程の根性はない憎めない奴。当初は拓を「ダサ坊」呼ばわりし馬鹿にしていたが後に親交を深める。同校の浜中とは仲が悪いものの、よくつるんでいる。
愛車は拓と同じゼファー。

### 烈怒乱舞羅亜（レッド・ランブラー）
横浜の暴走族。乱校の1年と3年が主要メンバーらしいが、本編には現役の構成員が登場しなかった。夜叉神と対立している。
倉科（）
「烈怒乱舞羅亜」のOBで元幹部。コルベットに乗っている。鳥浜のゼロヨン大会で拓と勝負したアンフィニRX-7を駆る二人組とは、過去に張り合って「コケ負け」したらしい。アキオと親交がある。
石倉
「烈怒乱舞羅亜」OB。名前のみ登場。
小鳥遊（）
「烈怒乱舞羅亜」OBで先代の会長。過去、先代の爆音小僧と諍いを起こし、ナツオにチームとして単車の勝負を申し込む。それが誠の事故死の遠因となってしまったらしい。

### 女郎蜘蛛（）
横浜の暴走族でレディース。まだ名前だけで特攻服等は出来ていない様子だが、メンバーは何度か集まって公道を走ったり、B突堤で単車の練習をしている。
那森倫子（）
那森須王の双子の妹。当初、須王に間違われることを嫌い、強烈なメイクをしていた。後に大珠と良い関係になる。普段は自動車修理工場の「佐藤製作所」で働いており、女性ながら大ハンマーを軽々と扱っている。
愛車はZ400GP。
須王の関与により彼女に不用意に接触しようとした男性が翌日ミイラ状態で街から出て行ったり、ある者は謎の「失踪」を遂げたことが示唆されている。
谷崎奈保子（）
「女郎蜘蛛」メンバー。レストラン「BOYAL HOSE」でアルバイトをしており、その制服のまま単車に乗るのが好き。
愛車はZ400FX。
栞（）
「女郎蜘蛛」メンバー。ダイエットを気にする若干ぽっちゃり体型の子。「佐藤製作所」のおばあちゃんが作るおはぎが好き。
華菜美（）
「女郎蜘蛛」メンバー。パンクっぽい髪型の子。
愛車はGPZ400F。

### その他

#### 族外の不良達
高遠 陸夫（）
「灰色の亡霊（グレイ・ゴースト）」の正体。「元町遊魂境」所属。マー坊、秋生、晶と同じ「港洛中」出身で、「県立商業高校」の1年。族でもヤンキーでもないが、自分のスタイルを確立させており、特に暴走りには強い拘りを持つ。明るく気さくな性格だったが、クール・Dの知人の海兵が残したハーレーダビッドソン・スポーツスターに乗るにつれ、いつしか取り憑かれたようにそのスピードに魅せられ、灰色の亡霊と呼ばれるようになる。
愛車はXT225W、横須賀米海軍基地所属の海兵所有のレース用ハーレーダビッドソン・スポーツスター。
桜宮 郁（）
聖蘭高校1年C組の生徒。ギター弾きとして天羽に強烈なライバル意識を燃やしている。ライブハウス「∞V（インフィニティボルト）」のロックバンド「truth」のメンバー。喧嘩はそれほど強くないようであるがデブ崎の腕を握っただけで沈めるほどの握力もち。
陣野 平蔵（）
リョーが入院した際、病院で同室だった男。当初は情報屋だったが、後に「truth」のボーカルとなる。顔に化粧を施している。華奢な見た目に反して喧嘩好きであり、中学は緋咲・時貞と同じ。緋咲曰く実力は土屋や相賀より上とのこと。実は両刀使い(バイセクシャル)で、リョーに接近した時は京子に警戒されていた。
愛車は88cc(パッパー)にボアアップしたZ50JIII（輸出用4リットルタンク仕様／なお、「Z50JIII」はモンキーではなく、その兄弟車であるゴリラの型式番号）。当人は「原チャ」呼ばわりされることを非常に嫌っている。
アイス
「truth」のメンバー。ベースを担当。「ブラッディ・フィンガー」と呼ばれる。スラップ奏法が得意。
クール・D
「truth」のメンバー。ドラムを担当。ドレッドロックス。米国人の血が混じっている。
透（）
湘南のパンクス。地元のパンクス達に慕われている。チキンレースの達人としても有名で「無敵のジャックナイフキング」と呼ばれている。「鵠沼南台中」出身で、当時は同校OBのジュンジ、那智、奈良原とつるみ暴走トリオと呼ばれていた。那智が八尋に病院送りにされたことにより、打倒AJSに立ち上がる。
愛車はドカティFIII。
奈良原（）
湘南のヤンキー。俗称は「オナラ原」。「鵠沼南台中」出身で、ジュンジ、那智、透とつるみ暴走トリオと呼ばれていた。
タオ
湘南のパンクス。クラブ「ユーテロZZZ-AAA」の常連で、シャムの彼氏。
シャム
湘南のパンクス、タオの彼女。
デボラ
湘南のパンクス。クラブ「ユーテロZZZ-AAA」の常連。オカマ口調で喋る。
天野
「私立港ヶ丘高校」総番。転校初日に秀人を締めようとして逆に瞬殺された。秀人が同校を去った際には、再び総番に返り咲いたらしい。
吉田
「私立港ヶ丘高校」の生徒。ダサ坊3人衆のリーダー。いじめっ子。3人で拓をパシリに使う。拓が「乱高」に転校する際に、後で「お礼参り」されないようご機嫌を取る。
中川
「私立港ヶ丘高校」のダサ坊生徒。いじめっ子。拓にやきそばパンを買わせる。いじめっ子3人は後に拓と再会した際、マー坊が、浜中を瞬殺した事に驚愕、そのマー坊を一声で止めた（ように見えた）拓に驚愕と羨望の眼差しを送っている。
杉田 直樹
「帝晃学院高校」2年。通称「帝晃のナオキ」。リョー曰く結構名前が売れているらしいが、拓やカツミにまでヤラれる雑魚キャラ。
浜中
「根岸工業高校（ネギコー）」1年2組。中路と同級生でライバル。クラスメイトには「フカシの浜中」と陰口をたたかれている。本当に弱い者にだけ強いデブ。カツアゲ相手を「千円札」と呼んで弱い者から金を巻き上げていたが、マー坊を爆音小僧の七代目頭と知らずにカツアゲしようとして逆にボコられてしまった。
加藤
小説版にのみ登場。「市立純心学園高校（ジュンガク）」1年3組だったが、当時隣のクラスだった大珠に喧嘩を売り、病院送りにされ自主退学。その後、マー坊に「灰色の亡霊（グレイ・ゴースト）」と間違われシメられる。猩々似の容貌とゴツい筋肉質の体躯を持つ男。
愛車は、ガングレイメタリックのCB400SF。
ユキヒコ
昔、警察に捕まりそうになった時に麻美を裏切って逃走した男。麻美が単車乗りの男性不信になった元凶。後に、天羽と武丸、龍也、マサト達の乱闘に巻き込まれた際、拓によって事故らされ、直後にクソナベの愛車と共に単車ホンダ・スティードが爆発してしまう。
テルオ
港洛中五人組の1人。将来は「爆音小僧」への加入を希望しており、アキオや拓を慕っている。鼻ピアスと耳ピアスがトレードマークの中学生。お調子者の性格でカツミとよく行動を共にする。
カツミ
港洛中五人組の1人。テルオ達と共に「爆音小僧」への加入を希望しており、アキオや拓を慕っているモヒカンの中学生。リカに惚れていたが単車を盗んだことがバレて失恋する。
綿木（）
通称「ワラジ」。平間とコンビを組む。「根岸工業高校（ネギコー）」の2年だったが中退。港洛中五人組と拓に手を出し、アキオにシメられた。
平間
通称「ヒラメ」。綿木と共に「根岸工業高校」を2年生で中退。アキオにシメられ、2人で港洛中五人組の舎弟にさせられた。
芹沢
聖蘭高校3年A組。昔、萌子に声をかけて半殺しにされた。

#### ヒロイン
半村 晶（）
半村誠の妹。聖蘭高校1年D組で拓のクラスメイト。「港洛中」出身で、マー坊やアキオとは幼馴染。金髪にゆるいパーマをかけた長髪の持ち主で、その美貌に惹かれる者も多いが、マー坊に気を使って手出しする者はいない。女性ながらやや好戦的な面もあり、初登場時にはミツオを蹴りの一撃で倒していた。誠の死を思い出にしようとする晶に対して、忘れようとする両親の考えから反目し、不良化していったが、物語中盤で和解を決意した辺りから女性らしい描写も増えていった。なお、彼女を慕う後輩も多いようで、テルオやカツミを庇ってパンクス達に喧嘩を仕掛けたこともある。恋愛感情と呼べるほどの物ではないが、どこか兄、誠を思わせる拓が気になっており、なにかと気に掛ける。
愛車は、誠のもう一台の形見のCB400F仕様のCB350F通称バケヨン。
久須美 萌子（）
鰐淵の彼女。聖蘭高校3年D組。聖蘭一の美女と噂され、ちょっとしたアイドル的存在。言い寄る男は多いが、ほとんど逆襲にあって地獄を見ている。拓を気に入っているようで、彼のピンチを救ったこともあった。左耳に鰐淵とお揃いの3連ピアスをあけている。愛用の煙草はKOOL。
今泉 京子
聖蘭高校1年D組で拓のクラスメイト。晶や美紀と仲がよく、3人で行動をともにしていることが多い。リョーとは中学からの知り合いで、だんだん良い関係になっていく。
桑原 美紀
聖蘭高校1年D組で拓のクラスメイト。アキオに惚れている。
荒木 理香
「大波二中」3年2組。「爆音小僧」の追っかけをしており、当初はマー坊に憧れていた。拓には初対面で、鉄パイプで睾丸を取り出そうとするなど過激な行動を取ったが、後に本気で恋心を抱くようになる。
吉村 由美
「大波二中」3年2組。「爆音小僧」の追っかけをしており、リカやヒナ子とは仲がいい。常習ではないがアンパンの経験がある。
中村 雛子（）
「大波二中」3年2組。拓に憧れる中学生。天真爛漫な性格で「小悪魔」と呼ばれることも。「男は好きだけど愛さない」のが信条で、拓にアプローチをかける。大珠には本気で惚れるも、結局、相手にされずフラれる。怖いもの知らずで武丸を「ハナクソ」呼ばわりするが、後に良い関係に。武丸自身も本気で心配してくれる雛子を気にかけているのか、ある程度の忠告を聴くようになるなど、武丸を止められる数少ない人物の一人になった。
芹沢 優理（）
中学の頃からの天羽の恋人。麻美とは「デモンズ・バー」で知り合い、仲良くなる。天羽の死後は、彼の求めていたスピードの世界を共有したくなり、夜な夜な高性能バイクで街を駆け抜けるようになり、いつしか「灰色の亡霊（グレイ・ゴースト）」と間違われるようになる。
愛車はガングレイメタリックのCBR1100XX。このオートバイは、発売当初（作中に登場した頃）「最高速度が市販車世界一」だった。
加来沢 麻美（）
お嬢様学校である「私立三葉学園」の1年3組。上品な革靴に学校指定のハイソックスと、模範的な生徒であったが、信頼していた友達に欺かれたことがきっかけで、クラブ「デモンズ・バー」で夜遊びをするようになり、“レディ・デモンズ”とまで呼ばれるようになる。さらに、単車乗りのユキヒコにも裏切られ、母親にも冷たくされたことから人間不信に陥り、特に単車乗りには強烈な嫌悪感を抱くようになる。しかし、拓に幾度も危機を救われ、その人柄に惹かれていくと共に、人間不信と単車乗り嫌悪も解消されていくようになり、優理という友人も出来る。
かな子
麻美と同じ私立三葉学園の生徒。友達の陽子と一緒に万引きし、警備員に捕まって、しつこく取調べられたため、麻美のせいにしてことを済ませる。ショートカットの女の子。
陽子
上記かな子の友達。カチューシャをした女の子。
香川 葉月（）
私立横浜港ヶ丘高校の1年で、拓の元クラスメイト。マジメを絵に描いたような眼鏡の女子生徒。拓が密かに想いを寄せており、彼女自身も拓に惹かれているとも取れる描写はあったが（2人きりでデートする場面が幾度かある）、物語後半では2人が交流する場面はほとんど描かれなかった。なお増天寺ライブを見に来ている。
塚口 美奈子（）
聖蘭高校3年D組。萌子の親友でよく2人で行動を共にしている。彼氏はいないが、マー坊に気があるらしい。
愛車はRX7。が描かれている話もあったが、サバンナGT通称RX-3に変更されている。
真梨絵（）
「県立正明高校」の1年生。中学時代は来栖と同級生で、周囲に倣って彼を「見えないクン」扱いしたことを悔やんでおり、彼に対する謝罪を望む気持ちを持っている。美少女然とした見た目に反し喧嘩が強く、不意を突き武器を使用したとは言え体格の良い不良を単独でKOしたこともある。
愛車はスーパーカブ。

#### 教員
鰐淵 清美（）
鰐淵春樹の姉で聖蘭の保健医。元カレは真嶋夏生。現役時代は「赤マッパの清美」として有名で、彼女には「誰も追いつけなかった」らしく、当時からのファンは今でも多く存在する模様。鰐淵の影響力だけでなく本人の人柄もあってか、不良揃いの乱校においても彼女に狼藉を働こうとする者はいない。物語後半では来栖に好意を寄せられ、積極的なアプローチを受けていた。
愛車は610型ブルーバードとカワサキ・500SS MACHIII。
早乙女 和美（）
聖蘭高校1年D組担任。あだ名は「カズミちゃん」。世界史担当の男性教諭で、1年だけでなく2年の授業も担当している場面がある。常識的な感覚の持ち主で、また教育者としての理念も失っておらず、内心では乱校の状態を「このままでいいはずがない」とは思っているが、自分にはそんな力が無いという自覚と不良に対する恐怖心から、具体的な行動は取れないでいる。
我羽 関否
単行本裏表紙の生徒手帳に名前だけ登場する聖蘭高校の学長。我は関せずの意味か。
赤松
あだ名は「ゲロ松」。大波第二中学校の教員で生徒指導員。

#### 警察
上村（）
少年課の刑事。通称「仏のガミさん」。小柄な老人ではあるが柔道の達人らしい。族やヤンキーにも一目置かれている存在で、表立って彼に敵意を向ける者はほとんどいない（作中で明示された中では武丸のみ）。
渡辺
少年課の刑事。決して警官としての資質に欠けるような人物として描写されてはいないが、不良達からの通称は「クソナベ」。いつも車を壊される。
愛車は「ルシール」と呼ぶA80スープラ。
黒田 芳巳（）
第一交通機動隊の警察官。族を「蟲」と呼び、唾棄している。半村誠の追悼集会では、路上に電池をばら撒き違法車両を転倒させるという手段に及んだ。ただし、連載当時から現在においても、警察官のそのような行動を認める法令は存在しない。
柳原（）
第一交通機動隊の警察官。黒田の同僚。色々問題を起こした黒田のことを心配する一面も。
吉川（）
交通機動隊の警察官。龍也と旧知らしく、リクオとの揉めごとを制していた。

#### その他大人達
タツ
武丸のお目付け役。バー「キャロル」のマスターで、店のオーナーは武丸の父親。昔、塗装工だったこともあり、武丸のインパルスの塗装も手がけた。
大佐（カーネル）
本名は不明。「デモンズ・バー」の前で違法ドラッグの売人をしている。鳥浜のゼロヨン大会ではスターターを務めた。
ジェイムズ・E・ウィットフォード
「デモンズ・バー」の門番。愛称は「チビ助（タイニイ）」。あだ名に反してかなりの巨漢。天羽が「龍神」のバンドをやっていた頃、いさかいを起こし、天羽にドアごとぶっ飛ばされた。
呪術師（メディスンメン）
本名は不明。横須賀の裏路地で表向きは占い屋を営む、国籍、性別すらも不明の謎の老人。大珠に、彼が「猛毒」と呼ぶ特殊なドラッグを施した。黒く大きな体躯の雑種の犬を飼っている。
土方（）
横浜の豪者町でバイク屋「土方輪業」を営む老人。誠と須王に“スピードの向こう側”の話を伝えた。アキオとも親交がある様子。後に須王とレースの世界に身を投じる。かつて大日本帝国陸軍の偵察部隊に所属しており、当時は陸王を乗っていた。
チャーリー
横浜米軍居住区のMP。日本人の族を目の敵にしており、潰した人間の数だけ、彼の得物のブラックジャックに星型のマークを刻みこんでいる。
天羽 時継（）
時貞の祖父。第二次世界大戦以前に事業“死の商人（兵器の製造販売）”を起こし、一代で今の天羽家を築く。時貞の葬儀の場で、家系が絶えることを嘆く。
天羽 時臣（）
時貞の父。故人。天羽家の事業を嫌い国から出て行った。絵と音楽が好きな優しい人。オーヴァードライブ（BOSS OD-1）は唯一の遺品。
桧原（）
天羽家の執事。天羽時貞の死後は、自身が組み上げた“悪魔の鉄槌”と2匹のボルゾイを拓に託した。

#### 動物
アービィ
（フルネーム：天羽・アービィ・サクラ）。オオカミ狩りの猟犬のボルゾイ。ロシア原産の非常に大型のサイトハウンド。天羽の兄弟（ブラザー）。天羽が死に、主を失い、さまよい、死にそうになるが、拓の所に行き、生きることを選ぶ。その後、拓の家に住む。
ルーファス
（フルネーム：天羽・ルーファス・フブキ）。アービィと共に行動する。
童流（どーる）
萌子の友達の刹那愛通（ショートタイムストリート）にあるマンションにいるネコ。
虎之介
国道16号にある柿ノ木公園の隣にあるコンビニTHANXの駐車場にいるネコ。マー坊の友達。車に轢かれそうになったところをアービィとルーファスに助けられる。

## 用語
"悪霊の壁"チキンレース
湘南、江ノ島で流行っているチキンレース。2台のスクーターで、壁に向かって100m程の距離を走行し、より速く、より壁の近くまで走れた者が勝者となる。減速に遅れると壁に激突してしまうため、度胸とともに技術も必要。その壁には、今まで激突した何人もの人間の血とオイルの染みがついており、その形から"悪霊の壁"と呼ばれている。ジュンジがギリギリまで壁に近づいたNo.1の記録を持っていたが、拓によって塗り変えられた。
∞V（インフィニティボルト）
横浜のライブハウス。暴力沙汰で有名らしく、音楽関係に興味が薄い拓にまで名前が知れ渡っている。常連のバンドとしては、桜宮達の「truth」が有名だが、後期には桜宮達は「デモンズ・バー」でライブを行うことが多く、その実際の描写はない。なお、かつてはタカノリや都筑も常連であったらしい。
音速の四天王
拓達が中学生の頃、その走りで有名だった族の枠を超えた伝説。真嶋夏生"CB1100R 爆音スペシャル"、鰐淵春樹"Z1000J ジェイソン"、半村誠"真紅のCB400F"、那森須王"どシャコのCB750K2"の4人。
灰色の亡霊（グレイ・ゴースト）
単車乗りを連続で襲うライダー。その手口は、霧か雨の夜を走る単車の背後でさかんにアオり、振り向くかブチ抜いたライダーを事故らせる、というもの。元々、横浜には古くから"灰色の亡霊"の伝説があり、灰色の単車を駆る"スピードに取り憑かれた者"が単車乗りを次々と弾き飛ばしていたという。拓達の世代では"灰色の幽霊"と呼ばれた者は、天羽、優理、陸夫の3人。
スピードの向こう側
特定の状況下において不可思議な現象を体感出来る領域。体験者はその領域に達すると、光に包まれたような光景に遭遇する。それはランナーズハイやゾーンのような本人のみが感知できる感覚的なものではなく、現実に物理的効果が現れるのが大きな特徴。体験者は誠、夏生、マー坊、天羽、拓の5人。土方が誠と須王に話したことにより伝わった。だが、その領域に至るまでの手法は各個人により異なる。
その効果としては、主にその単車の本来のスペック以上、限界を越えたスピードでの疾走を可能にするが、天羽によると音楽（音色）の世界にも通じるらしい。彼は増天寺ライブにて、エフェクター無しで独特の音色を奏でた上に、天空に巨大な"龍"の電圧音色（エレクトリック・アート）を描くという奇跡を起こしたが、それも根源的には同じらしい。
鰐淵清美は、それを"臨界"という言葉で表現し、「巨大なエネルギーが物理的変化を起こす境界線」と説明した。
デスメタルグルーヴ
4人組のデスメタルバンド。ライブハウス「ViVit（ヴィヴィット）」の"箱バン"だが、風神雷神には演奏センスは理解されなかった模様。"増天寺ライブ"では前座を務めたが、演奏前の暴動により、一曲も披露する事なく撤収した。
乱校
「私立聖蘭高校」のことで、「県立聖蘭高校」と区別する為にこう呼ばれる。偏差値は限りなく0に近い1桁”で、不良偏差値98と言われる悪名高い高校。毎年、数多くの"有名"中学校卒業生が入学し、学園内にはいくつもの対立する暴走族の組織が存在する為、校内外の抗争は絶えず、近隣の高校生に酷く恐れられている。勤めるほとんどの教員すら「自由な校風」を建前に、生徒に積極的に関わることを放棄しており、騒ぎが大きくなりすぎた時のみ警察に通報する、といった程度の対応しかしない。なお、警備会社とも契約を交わしている。授業をまともに聞く生徒は皆無に近いが、「何か事件が起きるから」という理由で出席率は高い。また、頻繁に窓ガラスが割られたり、ほとんどのトイレが使用不能になっていたりと、学内の設備環境も最悪である。
実力主義の風潮が強いため、基本的に上級生〜下級生間の上下意識は薄い。しかし全くの無法状態という訳でもなく、いくつかの暗黙のルールも存在する。例えば、「敷地内の他人の単車には絶対に手を出さない」という伝統がその一つ。これは報復が報復を呼び、全ての単車が被害に会う事態を避けるためである。また、前述の通り内部抗争が多い学校ではあるが、母校に一種の誇りを持っている生徒は多く、「乱校」の看板を傷つけられる（例えば、正門前で他校の生徒が喧嘩する）ような行為には、団結してこれを排除（つまりは暴力で）しようとする風潮が根付いている。
悪魔の鉄槌（ルシファーズ・ハンマー）
天羽が搭乗する単車。自身の出生から、日本と米国のハイブリッドをテーマに、執事の桧原に製作させた単車で、ヤマハ・SRをベースに、ハーレーダビッドソン用部品メーカー、ルシファーズ・ハンマーのピストンとシリンダーを組み合わされている。かなりのハイスペックだが、わざわざ「400CC」のエンブレムが取り付けられており、これは桧原流のジョークらしい。後部座席がない一人乗り仕様で、極端な前傾姿勢を強いられる上、慣れていない者にはエンジンの起動も困難な扱いの難しい単車。更に、爆発的な加速力の原動力となる圧縮比が特別で、頻繁にピストンが破損してしまう。5速ギアだが、拓は一度だけ”幻の6速”を発動させた事があり、ナツオからは「天使の鉄槌（エンジェルズ・ハンマー）」「天使の翼」とも呼ばれた。また、大珠によると、この単車は持ち主を"臨界"に連れて行く、という伝承があるらしい。

## 書誌情報

### 単行本
本編
- 佐木飛朗斗（原作）・ 所十三（漫画） 『疾風伝説 特攻の拓』 講談社〈少年マガジンKC〉、全27巻
  1. 1991年9月12日発売[9]、ISBN 4-06-311711-1
  2. 1991年10月14日発売[10]、ISBN 4-06-311722-7
  3. 1991年12月9日発売[11]、ISBN 4-06-311740-5
  4. 1992年3月10日発売[12]、ISBN 4-06-311766-9
  5. 1992年6月5日発売[13]、ISBN 4-06-311794-4
  6. 1992年9月10日発売[14]、ISBN 4-06-311825-8
  7. 1993年1月12日発売[15]、ISBN 4-06-311862-2
  8. 1993年4月12日発売[16]、ISBN 4-06-311892-4
  9. 1993年7月15日発売[17]、ISBN 4-06-311921-1
  10. 1993年10月14日発売[18]、ISBN 4-06-311948-3
  11. 1994年1月11日発売[19]、ISBN 4-06-311977-7
  12. 1994年4月7日発売[20]、ISBN 4-06-312006-6
  13. 1994年7月12日発売[21]、ISBN 4-06-312034-1
  14. 1994年10月12日発売[22]、ISBN 4-06-312062-7
  15. 1995年1月10日発売[23]、ISBN 4-06-312092-9
  16. 1995年3月10日発売[24]、ISBN 4-06-312114-3
  17. 1995年6月7日発売[25]、ISBN 4-06-312148-8
  18. 1995年8月7日発売[26]、ISBN 4-06-312168-2
  19. 1995年11月13日発売[27]、ISBN 4-06-312198-4
  20. 1996年1月13日発売[28]、ISBN 4-06-312220-4
  21. 1996年3月14日発売[29]、ISBN 4-06-312242-5
  22. 1996年6月14日発売[30]、ISBN 4-06-312279-4
  23. 1996年9月13日発売[31]、ISBN 4-06-312313-8
  24. 1996年12月11日発売[32]、ISBN 4-06-312349-9
  25. 1997年4月15日発売[33]、ISBN 4-06-312392-8
  26. 1997年6月13日発売[34]、ISBN 4-06-312418-5
  27. 1997年8月9日発売[35]、ISBN 4-06-312449-5
- 佐木飛朗斗（原作） / 桑原真也（作画） 『疾風伝説 特攻の拓 〜After Decade〜』 講談社〈ヤンマガKCスペシャル〉、全9巻
  1. 2017年8月17日発売[36]、ISBN 978-4-06-510072-1
  2. 2018年2月6日発売[37]、ISBN 978-4-06-510861-1
  3. 2018年7月6日発売[38]、ISBN 978-4-06-512058-3
  4. 2018年12月6日発売[39]、ISBN 978-4-06-513833-5
  5. 2019年5月7日発売[40]、ISBN 978-4-06-515465-6
  6. 2019年12月6日発売[41]、ISBN 978-4-06-517298-8
  7. 2020年5月7日発売[42]、ISBN 978-4-06-519256-6
  8. 2021年2月5日発売[43]、ISBN 978-4-06-520993-6
  9. 2022年4月20日発売[44]、ISBN 978-4-06-527478-1

外伝
- 佐木飛朗斗（原作）・ 所十三（漫画） 『疾風伝説 特攻の拓 外伝 〜Early Day's〜』 講談社〈ヤンマガKCスペシャル〉、全5巻
  1. 2011年9月6日発売[45]、ISBN 978-4-06-382082-9
  2. 2012年2月6日発売[46]、ISBN 978-4-06-382136-9
  3. 2012年7月6日発売[47]、ISBN 978-4-06-382197-0
  4. 2013年2月6日発売[48]、ISBN 978-4-06-382262-5
  5. 2013年8月6日発売[49]、ISBN 978-4-06-382339-4
    - 「限定版」同日発売[50]、ISBN 978-4-06-362251-5

### 再録版
- 佐木飛朗斗（原作）・ 所十三（漫画） 『疾風伝説 特攻の拓』 講談社〈KCスペシャル〉、全14巻
  1. 1999年4月発行、ISBN 4-06-305823-9
  2. 1999年4月発行、ISBN 4-06-305824-7
  3. 1999年5月発行、ISBN 4-06-305825-5
  4. 1999年5月発行、ISBN 4-06-305826-3
  5. 1999年6月発行、ISBN 4-06-305827-1
  6. 1999年6月発行、ISBN 4-06-305828-X
  7. 1999年7月発行、ISBN 4-06-305829-8
  8. 1999年7月発行、ISBN 4-06-305830-1
  9. 1999年8月発行、ISBN 4-06-305831-X
  10. 1999年8月発行、ISBN 4-06-305832-8
  11. 1999年9月発行、ISBN 4-06-305833-6
  12. 1999年9月発行、ISBN 4-06-305834-4
  13. 1999年10月発行、ISBN 4-06-305835-2
  14. 1999年10月発行、ISBN 4-06-305836-0
- 佐木飛朗斗（原作）・ 所十三（漫画） 『疾風伝説 特攻の拓』 講談社〈REKC〉、全27巻
  1. 2002年5月発行、ISBN 4-06-351047-6
  2. 2002年5月発行、ISBN 4-06-351048-4
  3. 2002年5月発行、ISBN 4-06-351049-2
  4. 2002年5月発行、ISBN 4-06-351050-6
  5. 2002年5月発行、ISBN 4-06-351051-4
  6. 2002年6月発行、ISBN 4-06-351052-2
  7. 2002年7月発行、ISBN 4-06-351053-0
  8. 2002年7月発行、ISBN 4-06-351054-9
  9. 2002年7月発行、ISBN 4-06-351055-7
  10. 2002年8月発行、ISBN 4-06-351056-5
  11. 2002年8月発行、ISBN 4-06-351057-3
  12. 2002年9月発行、ISBN 4-06-351058-1
  13. 2002年9月発行、ISBN 4-06-351059-X
  14. 2002年10月発行、ISBN 4-06-351060-3
  15. 2002年10月発行、ISBN 4-06-351061-1
  16. 2002年11月発行、ISBN 4-06-351062-X
  17. 2002年11月発行、ISBN 4-06-351063-8
  18. 2002年12月発行、ISBN 4-06-351064-6
  19. 2002年12月発行、ISBN 4-06-351065-4
  20. 2003年1月発行、ISBN 4-06-351066-2
  21. 2003年1月発行、ISBN 4-06-351067-0
  22. 2003年2月発行、ISBN 4-06-351068-9
  23. 2003年2月発行、ISBN 4-06-351069-7
  24. 2003年3月発行、ISBN 4-06-351070-0
  25. 2003年3月発行、ISBN 4-06-351071-9
  26. 2003年4月発行、ISBN 4-06-351072-7
  27. 2003年4月発行、ISBN 4-06-351073-5

### 新装版
- 佐木飛朗斗（原作）・ 所十三（漫画） 『疾風伝説 特攻の拓』 講談社〈ヤンマガKCスペシャル〉、全27巻
  1. 2011年8月5日発売[51]、ISBN 978-4-06-382065-2
  2. 2011年8月5日発売[52]、ISBN 978-4-06-382066-9
  3. 2011年9月6日発売[53]、ISBN 978-4-06-382080-5
  4. 2011年9月6日発売[54]、ISBN 978-4-06-382081-2
  5. 2011年10月6日発売[55]、ISBN 978-4-06-382085-0
  6. 2017年10月6日発売[56]、ISBN 978-4-06-382086-7
  7. 2011年11月4日発売[57]、ISBN 978-4-06-382098-0
  8. 2011年11月4日発売[58]、ISBN 978-4-06-382099-7
  9. 2011年12月6日発売[59]、ISBN 978-4-06-382109-3
  10. 2011年12月6日発売[60]、ISBN 978-4-06-382110-9
  11. 2012年1月6日発売[61]、ISBN 978-4-06-382128-4
  12. 2012年2月6日発売[62]、ISBN 978-4-06-382132-1
  13. 2012年3月6日発売[63]、ISBN 978-4-06-382143-7
  14. 2012年4月6日発売[64]、ISBN 978-4-06-382154-3
  15. 2012年5月7日発売[65]、ISBN 978-4-06-382168-0
  16. 2012年6月6日発売[66]、ISBN 978-4-06-382183-3
  17. 2012年7月6日発売[67]、ISBN 978-4-06-382191-8
  18. 2012年8月6日発売[68]、ISBN 978-4-06-382202-1
  19. 2012年9月6日発売[69]、ISBN 978-4-06-382213-7
  20. 2012年10月5日発売[70]、ISBN 978-4-06-382222-9
  21. 2012年11月6日発売[71]、ISBN 978-4-06-382233-5
  22. 2012年12月6日発売[72]、ISBN 978-4-06-382241-0
  23. 2013年1月4日発売[73]、ISBN 978-4-06-382249-6
  24. 2013年2月6日発売[74]、ISBN 978-4-06-382258-8
  25. 2013年3月6日発売[75]、ISBN 978-4-06-382270-0
  26. 2013年4月5日発売[76]、ISBN 978-4-06-382281-6
  27. 2013年5月2日発売[77]、ISBN 978-4-06-382294-6

### 復刻版
- 佐木飛朗斗（原作）・ 所十三（漫画）『疾風伝説 特攻の拓』 講談社〈KCデラックス〉、全27巻
  1. 2023年2月20日発売[1][78]、ISBN 978-4-06-530746-5
  2. 2023年2月20日発売[1][79]、ISBN 978-4-06-530747-2
  3. 2023年3月20日発売[80]、ISBN 978-4-06-531085-4
  4. 2023年3月20日発売[81]、ISBN 978-4-06-531078-6
  5. 2023年4月20日発売[82]、ISBN 978-4-06-531389-3
  6. 2023年4月20日発売[83]、ISBN 978-4-06-531388-6
  7. 2023年5月18日発売[84]、ISBN 978-4-06-531726-6
  8. 2023年5月18日発売[85]、ISBN 978-4-06-531722-8
  9. 2023年6月20日発売[86]、ISBN 978-4-06-532024-2
  10. 2023年6月20日発売[87]、ISBN 978-4-06-532025-9
  11. 2023年7月20日発売[88]、ISBN 978-4-06-532246-8
  12. 2023年7月20日発売[89]、ISBN 978-4-06-532457-8
  13. 2023年8月18日発売[90]、ISBN 978-4-06-532752-4
  14. 2023年8月18日発売[91]、ISBN 978-4-06-532753-1
  15. 2023年9月20日発売[92]、ISBN 978-4-06-533027-2
  16. 2023年9月20日発売[93]、ISBN 978-4-06-533028-9
  17. 2023年10月19日発売[94]、ISBN 978-4-06-533407-2
  18. 2023年10月19日発売[95]、ISBN 978-4-06-533408-9
  19. 2023年11月20日発売[96]、ISBN 978-4-06-533659-5
  20. 2023年11月20日発売[97]、ISBN 978-4-06-533657-1
  21. 2023年12月20日発売[98]、ISBN 978-4-06-534082-0
  22. 2023年12月20日発売[99]、ISBN 978-4-06-534212-1
  23. 2024年01月18日発売[100]、ISBN 978-4-06-534315-9
  24. 2024年01月18日発売[101]、ISBN 978-4-06-534318-0
  25. 2024年2月20日発売[102]、ISBN 978-4-06-534667-9
  26. 2024年2月20日発売[103]、ISBN 978-4-06-534666-2
  27. 2024年3月18日発売[104]、ISBN 978-4-06-535001-0

### 小説
- 佐木飛朗斗（原作） / 所十三（著） 『特攻の拓 外伝』 講談社〈マガジン・ノベルス〉、全3巻
  1. 「疾風伝説の彼方に」1995年1月17日発売[105]、ISBN 4-06-324303-6
    - 「新装版」2013年2月5日発売[106]、ISBN 978-4-06-364909-3

  2. 「解き放たれた野性の天使達」1996年1月30日発売[107]、ISBN 4-06-324310-9
    - 「新装版」2013年3月5日発売[108]、ISBN 978-4-06-364910-9

  3. 「不良少年達の肖像」1996年12月20日発売[109]、ISBN 4-06-324316-8
    - 「新装版」2013年4月4日発売[110]、ISBN 978-4-06-364913-0
- 佐木飛朗斗 『疾風伝説 特攻の拓 Version28』 講談社〈マガジン・ノベルス〉、1997年12月17日発売[111]、ISBN 4-06-324326-5
  - 「新装版」2013年5月1日発売[112]、ISBN 978-4-06-364915-4
- 佐木飛朗斗 『疾風伝説 特攻の拓 Version29』 講談社〈マガジン・ノベルス〉、2014年3月5日発売[113]、ISBN 978-4-06-364951-2
- 佐木飛朗斗 『疾風伝説 特攻の拓 Version30』 講談社〈マガジン・ノベルス〉、2016年3月16日発売[114]、ISBN 978-4-06-364981-9
- 佐木飛朗斗 『疾風伝説 特攻の拓 Version31』 講談社〈マガジン・ノベルス〉、2021年2月5日発売[115]、ISBN 978-4-06-522293-5
- 佐木飛朗斗 『疾風伝説 特攻の拓 Version32 完結編』 講談社〈マガジン・ノベルス〉、2021年2月5日発売[116]、ISBN 978-4-06-522295-9

## イメージアルバム
- 疾風伝説 特攻の拓 野生の天使達（1995年11月）POCH-1544 ポリドール[117]

演奏は鳴神秀人のモデルでもある加納秀人がリーダーを務める「加納秀人WITH外道」が担当。佐木飛朗斗も参加している。

## コラボレート
2023年2月より本作の復刻版が刊行され、第1巻と第2巻には和久井健が推薦のコメントを寄稿。『月刊ヤングマガジン』2023年3号より第1話から4号連続再掲載が行われている。この復刻版の発売を記念し、本作と和久井の『東京卍リベンジャーズ』がコラボレート。「不良魂は“時代”を超えて受け継がれる。」をテーマとし、「2作品から共通の“不良魂”を持ったキャラクターたち」が描かれたコラボポスターが、東京都の渋谷の街中に計271枚飾られている。渋谷駅、本作の舞台である横浜駅、講談社の社屋にも、大きな広告ポスターが展開されている。『月刊ヤングマガジン』同年7号から5号連続で付属するステッカーにおいても、同作と本作がコラボレートしている。